# Distretto di Yomra
Il distretto di Yomra (in turco Yomra ilçesi) è uno dei distretti della provincia di Trebisonda, in Turchia.